# Saint-Clair-sur-les-Monts
Saint-Clair-sur-les-Monts is een gemeente in het Franse departement Seine-Maritime (regio Normandië) en telt 615 inwoners (2005). De plaats maakt deel uit van het arrondissement Rouen.

## Geografie
De oppervlakte van Saint-Clair-sur-les-Monts bedraagt 4,1 km², de bevolkingsdichtheid is 150,0 inwoners per km².
De onderstaande kaart toont de ligging van Saint-Clair-sur-les-Monts met de belangrijkste infrastructuur en aangrenzende gemeenten.

## Demografie
Onderstaande figuur toont het verloop van het inwonertal (bron: INSEE-tellingen).